# Band-Maid
Band-Maid (バンドメイド Bandomeido?), estilizado BAND-MAID, es una banda japonesa de rock. Formada en 2013, las cinco integrantes buscaban romper las expectativas por su vestimenta de maid con fuerte música rock y metal. Teamrock.com las cataloga como una banda de rock 
. Originalmente su discográfica era Gump Records, una división de Avex Group. Actualmente tienen contrato con Pony Canyon. Su álbum de estudio más reciente Epic Narratives se lanzó en septiembre de 2024.

## Historia
En julio de 2013 Band-Maid era una banda de cuatro integrantes. La vocalista y guitarrista Miku reclutó a Kanami, otra guitarrista; ella trajo a su amiga baterista Akane, que al mismo tiempo atrajo a Misa, su compañera bajista. Su primer evento en vivo fue en una audición en el Osaka Deep en julio de 2013. La vocalista Saiki se unió a la banda, tocando como una banda de cinco integrantes en un festival musical en Shibuya-AX en agosto de 2013. Tras su formación, Band-Maid ha tocado en vivo en varios sitios pequeños del área de Tokio, un miniálbum titulado Maid in Japan fue publicado en enero de 2014, fue escrito en colaboración con Masahiko Fukui y Kentaro Akutsu, conocidos músicos japoneses.
En agosto de 2014 la banda lanzó un sencillo titulado "Ai to Jōnetsu no Matador", mientras en noviembre de 2015 lanzaron una nueva grabación titulada New Beginning. Durante 2016 recorrieron varios eventos en Tokio para promocionar su música y discos. La banda tuvo su primer concierto fuera del país en marzo de 2016, tocando en la convención Sakura-Con en Seattle, Washington. En mayo de 2016 firmaron con la compañía discográfica Crown Stones; a finales del año iniciaron su primera gira mundial, tocando en México, Hong Kong y varios países en Europa. En enero de 2017 lanzaron su nuevo álbum de larga duración, titulado Just Bring It, incluye el sencillo YOLO lanzado en noviembre de 2016.
En septiembre de 2021, el grupo aparece en la película Kate producida por Netflix.
El 25 de diciembre de 2021, el grupo retransmite por internet su primer concierto acústico y anuncia una gira por Estados Unidos para 2022. Tras la gira norteamericana, Band-Maid abre el telón para Guns N' Roses 2020 Tour el 6 de noviembre de 2022 en la Saitama Super Arena.
En 2023, se van de gira por Estados Unidos y México, y aparecen en el festival Lollapalooza. Lanzan un Best Of en dos volúmenes para celebrar el décimo aniversario del grupo. El 26 de noviembre de 2023 actúan por primera vez en la Yokohama Arena (17 000 localidades). Este concierto salió en DVD/Blu-Ray pocos meses después.
El 17 de abril de 2024, el grupo lanza "Bestie", una canción coescrita con Mike Einziger de Incubus. El 12 de junio tocan junto a The Warning en Tokio (la canción "Show Them" es una colaboración entre ambas bandas).
El 25 de septiembre de 2024, Band-Maid lanza su nuevo álbum, Epic Narratives.

## Imagen y música
Band-Maid tiene una imagen enfocada en las camareras o maids de los Maid Café (メイドカフェ Meido kafe?) de Japón. Según Miku, fundadora de la banda, esto se debe a su pasado como camarera en un café en el barrio de Akihabara. Este particular estilo hace que las integrantes se refieran a sus seguidores masculinos como amos (ご主人様 goshujin-sama?) y a sus seguidoras mujeres como princesas (お嬢様 ojōsama?). Desde un principio la banda buscaba contrastar su estilo tierno de mucamas con una fuerte música rock y heavy metal. Su vocalista Saiki destaca por su largo rango en tipos de voz. Las integrantes han comentado sus preferencias musicales en entrevistas, por ejemplo Miku toma inspiración de la tradicional música enka (演歌?); Kanami es una seguidora del músico Carlos Santana, Akane sigue a varios grupos de rock, Misa ha declarado ser seguidora de Jimi Hendrix e influenciarse en el bajo por medio de Paz Lenchantin.

## Band-Maiko
El 31 de marzo de 2018, la banda lanzó un video titulado "Secret Maiko Lips" bajo el alias Band-Maiko. Los músicos aparecen en este video vestidos con túnicas clásicas de geisha e interpretan una nueva versión de la canción "Secret My Lips" lanzada originalmente en el álbum "Just Bring It". Cuenta con instrumentos japoneses clásicos utilizados por las geishas. Además, las letras se cantan en un dialecto de Kioto. Originalmente, esto fue pensado como una broma de April Fool, pero resonó tan bien entre los fanáticos que la banda lanzó otro video bajo el alias el 1 de abril de 2019.

## Miembros

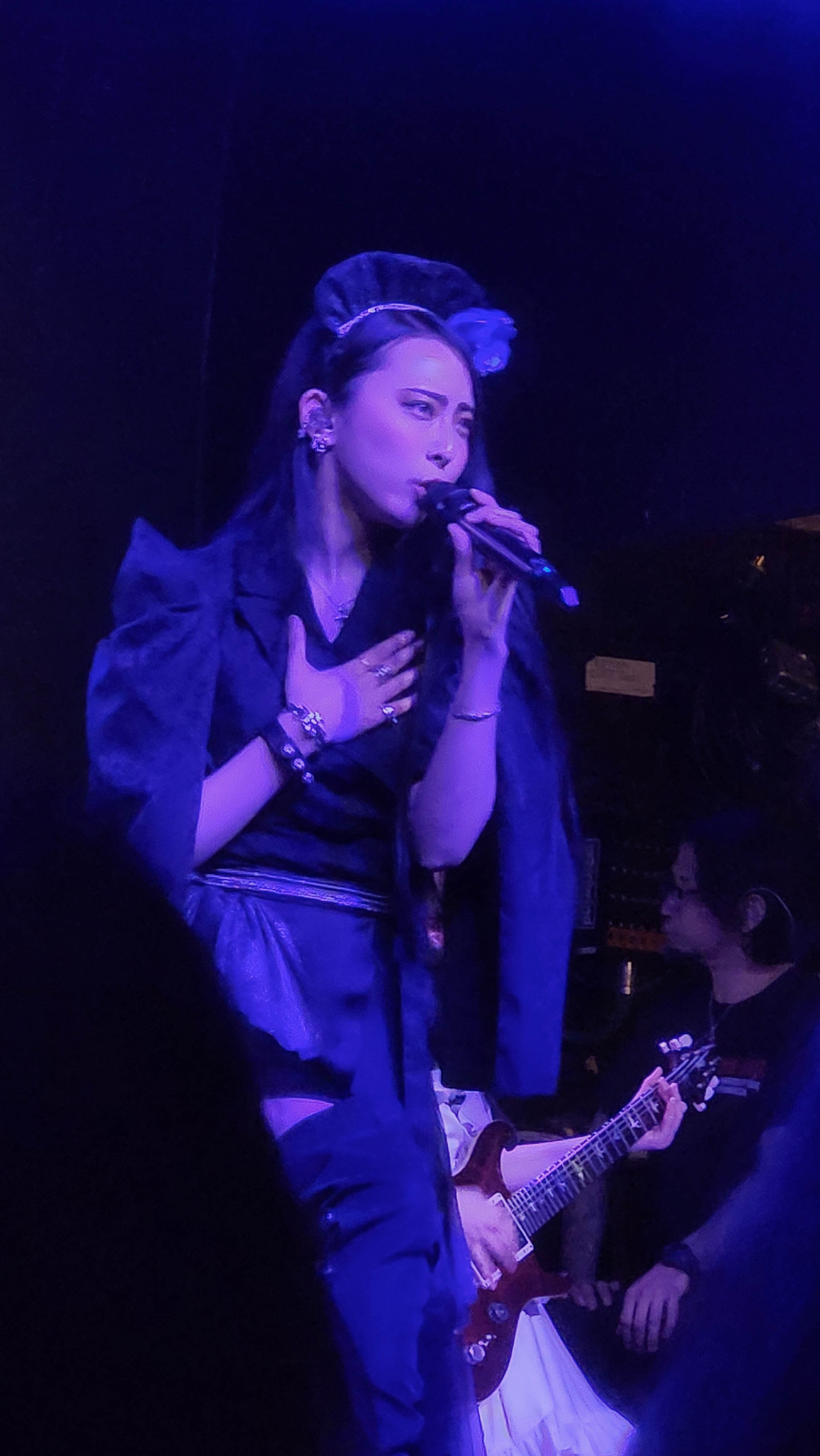
Saiki Atsumi

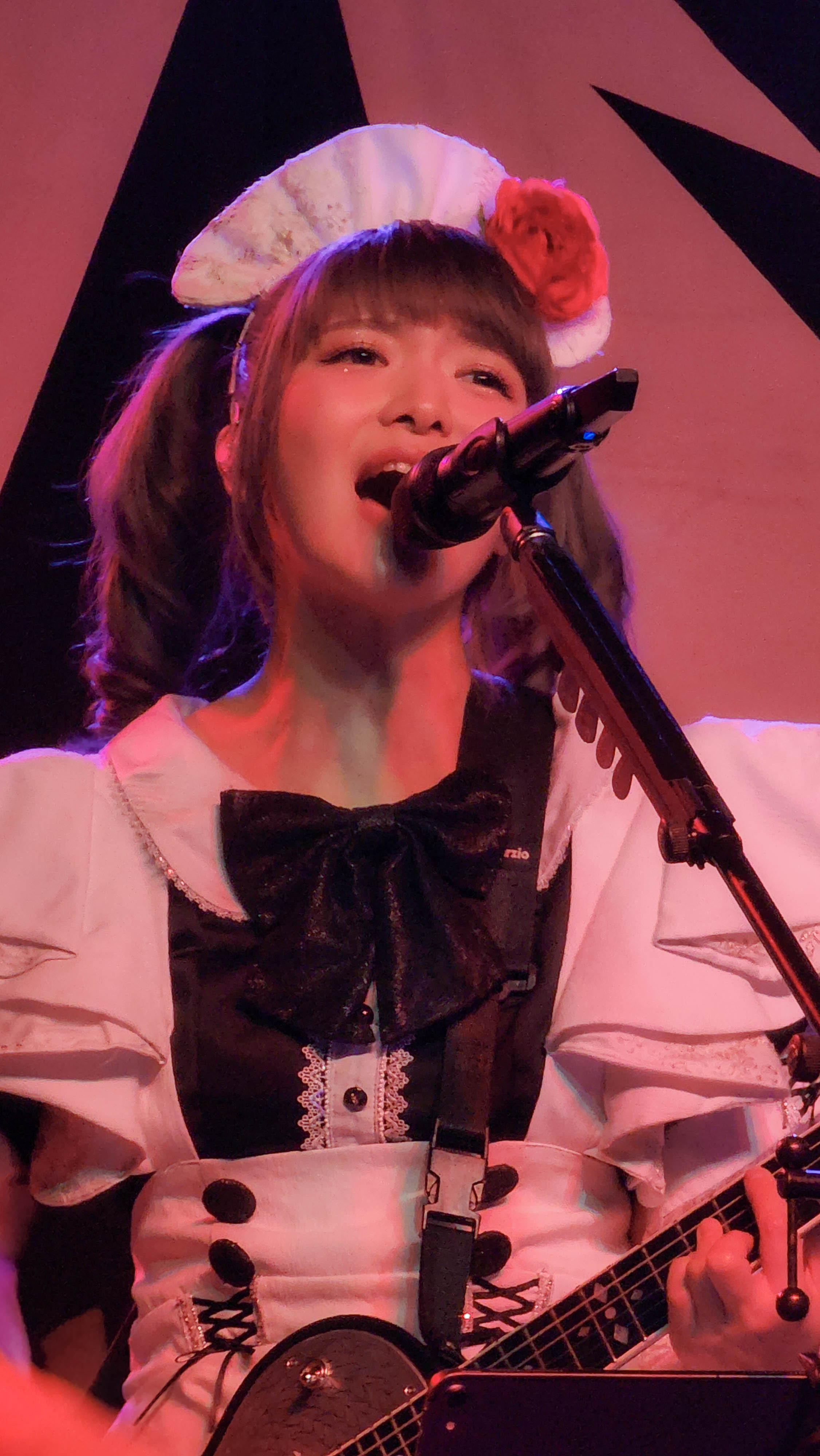
Miku Kobato

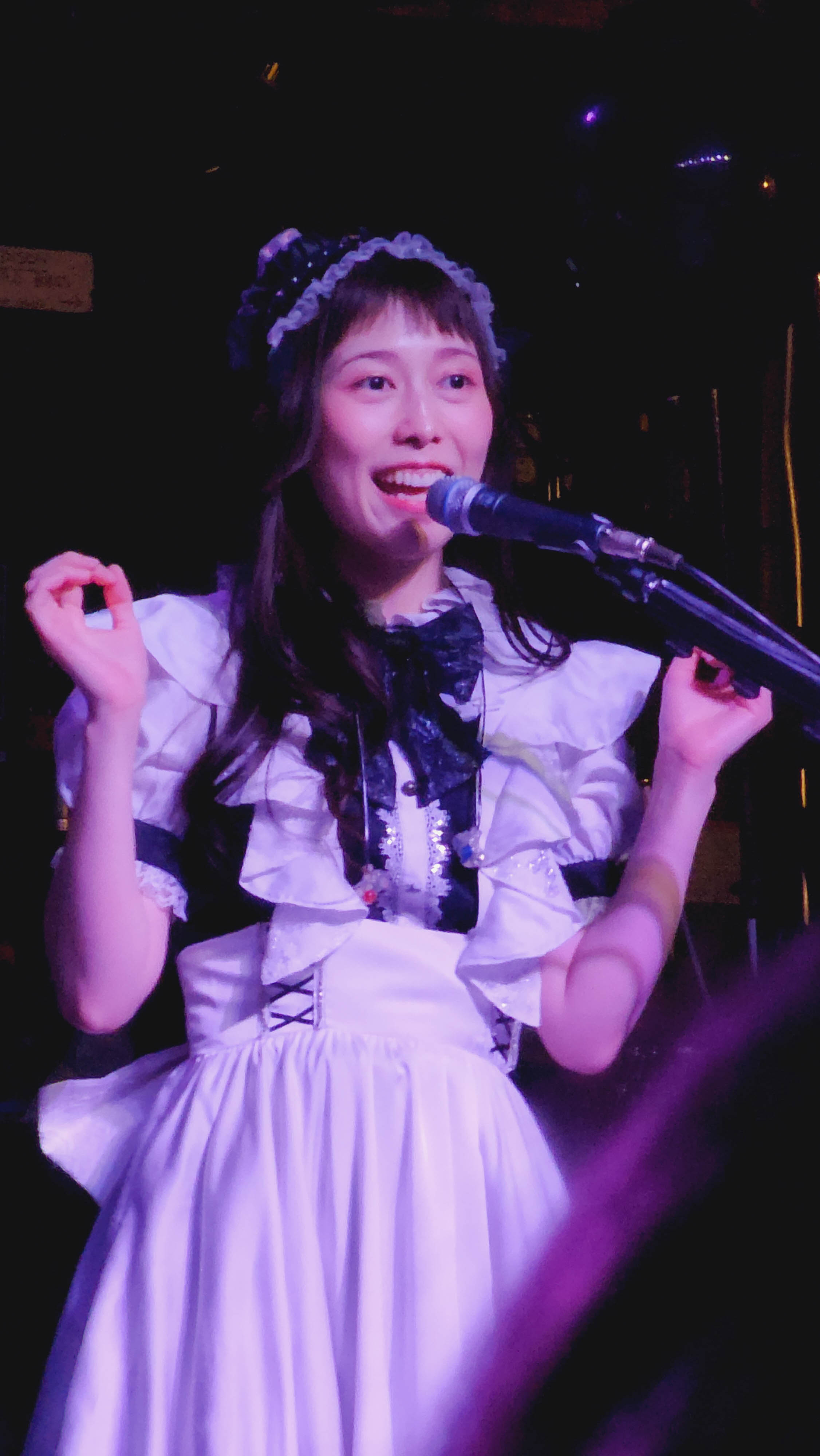
Kanami Tōno

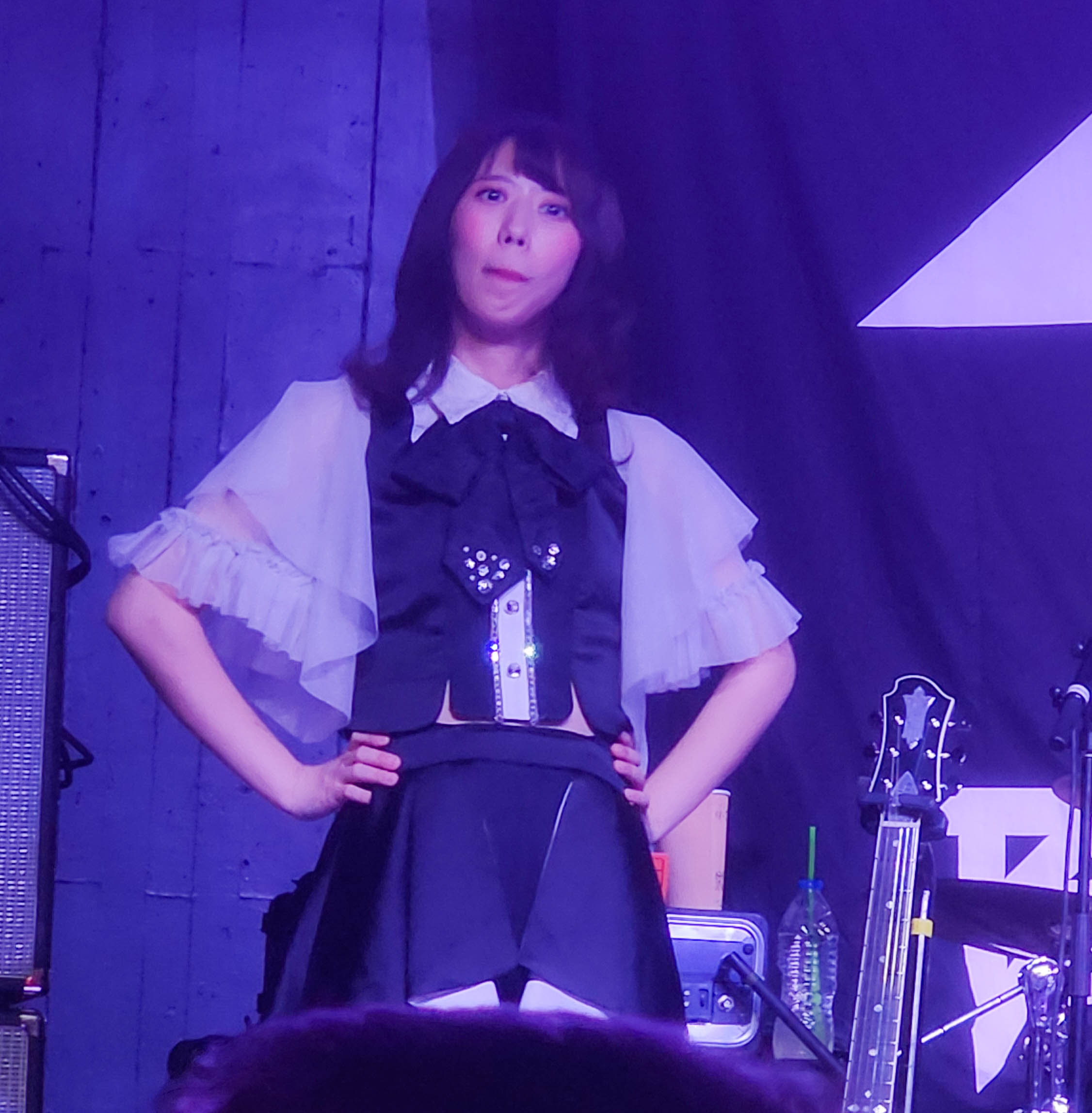
Akane Hirose

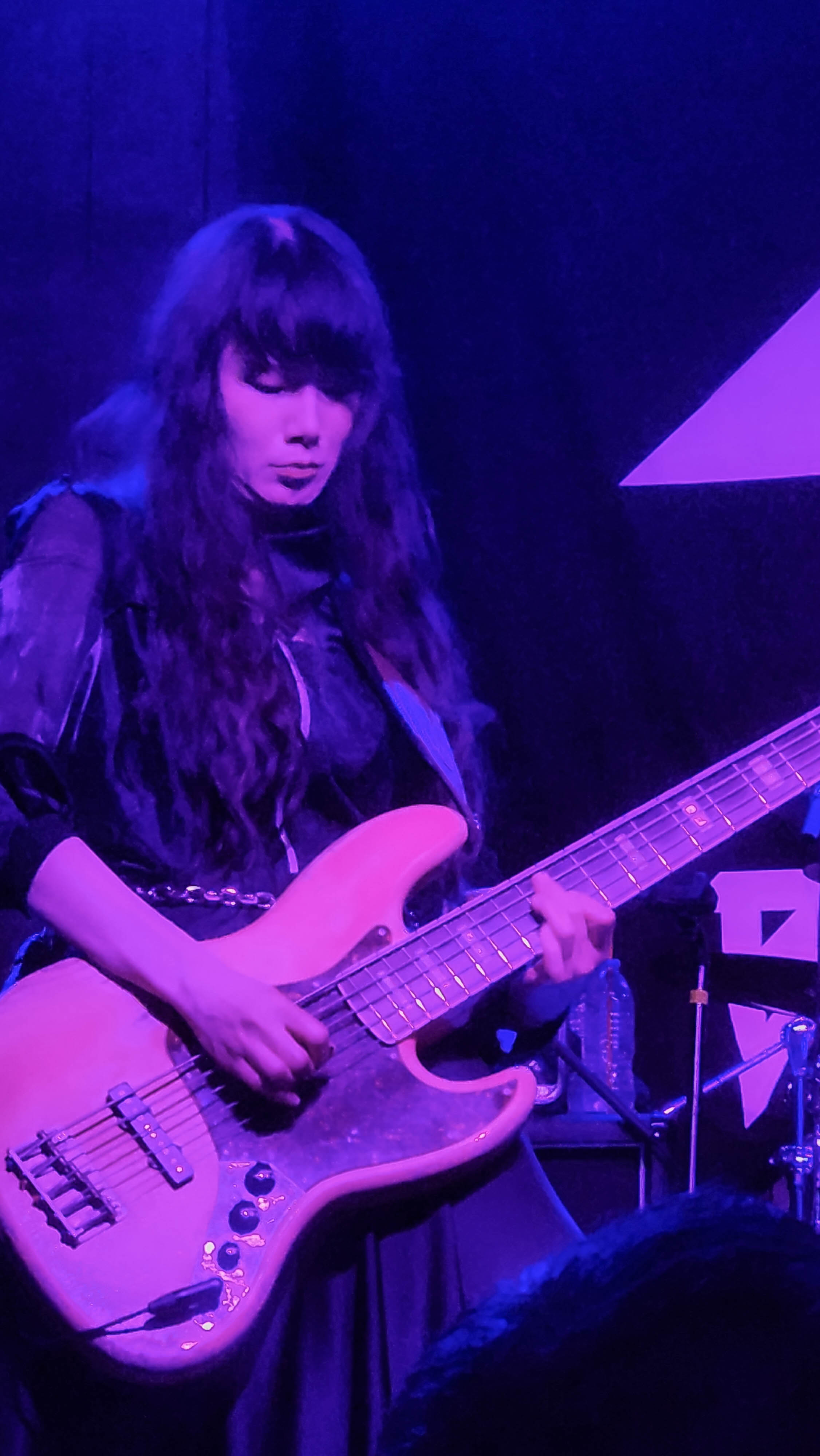
Misa

- Saiki Atsumi (厚見 彩姫 Atsumi Saiki?), vocalista[19]

- Miku Kobato (小鳩 ミク Kobato Miku?), vocalista y guitarra[20]

- Kanami Tōno (遠乃 歌波 Tōno Kanami?), guitarra[19]

- Akane Hirose (廣瀬 茜 Hirose Akane?), batería[21]

- Misa (ミサ Misa?), bajo[19]

## Discografía

### Álbum de estudio
- Maid in Japan (2014)
- New Beginning  (2015)
- Brand New Maid (2016)
- Just Bring It (2017)[22] Primer álbum de estudio de la banda con letras de Miku Kobato y Saiki Atsumi.
- World Domination (2018)[23]
- Conqueror (2019)
- Unseen World (2021)
- Epic Narratives (2024)

Lista de canciones
Just Bring It
| Band-Maid |                             |          |  |
| N.º       | Título                      | Duración |  |
| 1.        | «Don't You Tell Me»         | 3:10     |  |
| 2.        | «Puzzle»                    | 4:19     |  |
| 3.        | «Moratorium (モラトリアム)» | 4:15     |  |
| 4.        | «YOLO»                      | 4:25     |  |
| 5.        | «Cross»                     | 3:45     |  |
| 6.        | «OOPArts»                   | 4:06     |  |
| 7.        | «Take Me Higher!!»          | 3:18     |  |
| 8.        | «So, What?»                 | 3:48     |  |
| 9.        | «Time»                      | 3:29     |  |
| 10.       | «You»                       | 3:43     |  |
| 11.       | «Awkward»                   | 3:32     |  |
| 12.       | «Decided by Myself»         | 3:54     |  |
| 13.       | «Secret My Lips»            | 4:11     |  |

World Domination
| Band-Maid |                             |          |  |
| N.º       | Título                      | Duración |  |
| 1.        | «I Can't Live Without You.» | 3:49     |  |
| 2.        | «Play»                      | 3:19     |  |
| 3.        | «One and Only»              | 3:22     |  |
| 4.        | «Domination»                | 3:51     |  |
| 5.        | «Fate»                      | 4:31     |  |
| 6.        | «Spirit!!»                  | 3:41     |  |
| 7.        | «Rock in Me»                | 3:21     |  |
| 8.        | «Clang»                     | 4:10     |  |
| 9.        | «Turn Me On»                | 4:15     |  |
| 10.       | «Carry On Living»           | 3:32     |  |
| 11.       | «Daydreaming»               | 3:57     |  |
| 12.       | «Anemone»                   | 4:22     |  |
| 13.       | «Alive-or-Dead»             | 3:44     |  |
| 14.       | «Dice»                      | 4:02     |  |
| 15.       | «Honey (ハニー)»            | 3:24     |  |

### Miniálbumes
- Maid in Japan (2014)[26]
- New Beginning (2015)[26]
- Brand New Maid (2016)[26]
- Band-Maiko (2019)[27]
- Unleash (2022)

Lista de canciones
Maid in Japan
| Band-Maid |                          |          |  |
| N.º       | Título                   | Duración |  |
| 1.        | «Be OK»                  | 4:13     |  |
| 2.        | «EverGreen»              | 3:43     |  |
| 3.        | «Key»                    | 3:40     |  |
| 4.        | «Bye My Tears»           | 3:12     |  |
| 5.        | «Knockin' on Your Heart» | 3:52     |  |
| 6.        | «Big Dad»                | 3:26     |  |
| 7.        | «Before Dawn (夜明け前)» | 3:29     |  |
| 8.        | «Forward»                | 4:49     |  |

New Beginning
| Band-Maid |                         |          |  |
| N.º       | Título                  | Duración |  |
| 1.        | «Thrill (スリル)»       | 4:06     |  |
| 2.        | «Freezer»               | 3:17     |  |
| 3.        | «Real Existence»        | 4:12     |  |
| 4.        | «Price of Pride»        | 3:27     |  |
| 5.        | «Arcadia Girl»          | 4:05     |  |
| 6.        | «Don't Apply the Brake» | 3:20     |  |
| 7.        | «Beauty and the Beast»  | 4:00     |  |
| 8.        | «Don't Let Me Down»     | 3:19     |  |
| 9.        | «Shake That!!»          | 4:05     |  |

Brand New Maid
| Band-Maid |                        |          |  |
| N.º       | Título                 | Duración |  |
| 1.        | «The Non-fiction Days» | 4:42     |  |
| 2.        | «Look at Me»           | 3:58     |  |
| 3.        | «Order»                | 3:22     |  |
| 4.        | «Brand-New Road»       | 3:49     |  |
| 5.        | «Yuragu»               | 4:01     |  |
| 6.        | «Freedom»              | 3:43     |  |
| 7.        | «Before Yesterday»     | 3:44     |  |
| 8.        | «Alone»                | 3:28     |  |

### Discos en directo
- 2022 : Online Acoustic Okyu-Ji (concierto acústico de Navidad 2021)
- 2024 : Acoustic Okyu-Ji CD (concierto del 20 de marzo de 2024)

### Sencillos
- "Ai to Jōnetsu no Matador" (愛と情熱のマタドール) (2014)[26]
- "YOLO" (2016)[26]
- "Daydreaming/Choose Me" (2017)[32]
- "Start Over" (2018)[33]
- "Glory" (2019)[34]
- "Bubble" (2019)[34]
- "Different" (2020)[35]
- "Sense" (2021)

Lista de canciones
"Ai to Jōnetsu no Matador" (愛と情熱のマタドール)
| Band-Maid |                                                   |          |  |
| N.º       | Título                                            | Duración |  |
| 1.        | «Ai to Jōnetsu no Matador (愛と情熱のマタドール)» | 3:19     |  |
| 2.        | «Thrill (スリル)»                                 | 4:05     |  |
| 3.        | «Summer Drive»                                    | 4:25     |  |

YOLO
| Band-Maid |                       |          |  |
| N.º       | Título                | Duración |  |
| 1.        | «YOLO»                | 4:29     |  |
| 2.        | «Unfair Game»         | 3:34     |  |
| 3.        | «Matchless Gum»       | 3:16     |  |
| 4.        | «YOLO (instrumental)» | 4:27     |  |

Daydreaming/Choose me
| Band-Maid |               |          |  |
| N.º       | Título        | Duración |  |
| 1.        | «Daydreaming» | 4:01     |  |
| 2.        | «Choose Me»   | 3:41     |  |
| 3.        | «Play»        | 3:22     |  |

Secret Maiko Lips
| Band-Maid |                     |          |  |
| N.º       | Título              | Duración |  |
| 1.        | «Secret Maiko Lips» | 4:27     |  |

Start Over
| Band-Maid |              |          |  |
| N.º       | Título       | Duración |  |
| 1.        | «Start Over» | 3:15     |  |
| 2.        | «Screaming»  | 3:51     |  |

Glory
| Band-Maid |                       |          |  |
| N.º       | Título                | Duración |  |
| 1.        | «Glory»               | 3:36     |  |
| 2.        | «Hide-and-Seek»       | 3:01     |  |
| 3.        | «Onset (Bonus Track)» | 3:58     |  |

Bubble
| Band-Maid |          |          |  |
| N.º       | Título   | Duración |  |
| 1.        | «Bubble» | 3:47     |  |
| 2.        | «Smile»  | 3:57     |  |

Different
| Band-Maid |                    |          |  |
| N.º       | Título             | Duración |  |
| 1.        | «Different»        | 3:29     |  |
| 2.        | «Don't Be Long»    | 3:19     |  |
| 3.        | «Different(89Sec)» | 1:30     |  |

### DVD / Blu-ray
- 2020 : World Domination Tour at Line Cube Shibuya
- 2021 : Band-Maid Online Okyu-Ji (Feb. 11, 2021)
- 2023 : Tokyo Garden Theater
- 2024 : 10th Anniversary Tour Final at Yokohama Arene

## Videoclips lanzados
La banda desde 2014 hasta la actualidad ha publicado 33 videos musicales:
- "Thrill (スリル)" (19.11.2014)
- "Real Existence" (16.06.2015)
- "Don't Let Me Down" (06.10.2015)
- "Alone" (14.02.2016)
- "The Non-fiction Days" (07.04.2016)
- "Order" (18.05.2016) (Video exclusivo del DVD extra al álbum Brand New Maid)
- "Before Yesterday" (24.06.2016)
- "YOLO" (01.10.2016)
- "Don't You Tell Me" (09.01.2017)
- "Secret My Lips" (25.03.2017)
- "Daydreaming" (26.05.2017)
- "Choose Me" (26.06.2017)
- "Domination" (07.02.2018)
- "Dice" (03.03.2018)
- "Secret Maiko Lips" (31.03.2018) (Versión del proyecto alterno Band-Maiko)
- "Start Over" (03.07.2018)
- "Glory" (02.11.2018)
- "Bubble" (15.01.2019)
- "Gion-cho (祇園町)" (31.03.2019) (Video del proyecto alterno Band-Maiko)
- "Endless Story" (07.08.2019)
- "Reincarnation (輪廻)" (05.11.2019)
- "Blooming" (09.12.2019)
- "The Dragon Cries" (12.02.2020)
- "Different" (01.12.2020)
- "Manners" (13.01.2021)
- "Warning!" (20.01.2021)
- "After Life" (26.01.2021)
- "Sense" (26.10.2021)
- "Unleash!" (09.08.2022)
- "influencer" (20.09.2022)
- "from now on" (24.11.2022)
- "Memorable"(21.02.2023)
- "Shambles (agosto 2023)